# Kick I
Kick I è il quarto album in studio della musicista venezuelana Arca pubblicato il 26 giugno 2020 dalla XL Recordings.
L'album, anticipato da quattro singoli, include collaborazioni con Björk, Rosalía, Shygirl e Sophie. È stato nominato come "Miglior Album Dance/Elettronico" ai Grammy Awards 2021, e come Miglior Album di Musica Alternativa ai Latin Grammy Awards 2021.

## Antefatti e pubblicazione
Poco dopo la pubblicazione del mixtape @@@@@, l'8 marzo 2020 Arca ha rivelato a Garage Magazine che avrebbe pubblicato il suo prossimo album nell'estate del 2020 e che avrebbe contenuto featurings con la cantante islandese Björk e la cantante spagnola Rosalía. Alcune tracce di Kick I erano state già anticipate attraverso video live sul canale Instagram dell'artista, e l'intero album era stato presentato in anteprima allo Shed di New York con una performance in quattro atti, Mutant;Faith, dal 25 al 28 settembre 2019.
Arca ha affermato che nell'album «c'è una chiara intenzione di permettere ad ogni personalità di esprimere se stessa. Di non decidere quanto tempo ogni personalità dovrebbe avere, ma permettere la modulazione fra di esse in modo spontaneo».
L'album, composto da 12 tracce, ha subìto un leak il 21 marzo 2020, ancor prima dell'annuncio della data di rilascio. Il 20 maggio 2020, Arca ha annunciato attraverso i propri social media la data di uscita dell'album, nonché la sua tracklist e la copertina, realizzata dall'artista catalana Carlota Guerrero, dall'ex compagno Carlos Sáez e da se stessa. Lo stesso giorno è stato disponibile il pre-ordine dell'album sulle piattaforme di streaming, poiché l'edizione fisica, in vinile o CD, è stata acquistabile soltanto nel Regno Unito e in Giappone a partire dal 17 luglio 2020.
Kick I è stato seguito da altri quattro album — Kick II, Kick III, Kick IV e Kick V —, pubblicati fra il 30 novembre e il 3 dicembre 2021, per un totale di 59 tracce. Una riedizione in vinile LP e CD è stata pubblicata il 20 maggio 2022 con una nuova copertina, all'interno del cofanetto della serie kick.

## Stile e tematiche
Kick I è stato descritto come un album di musica avant-pop, IDM, elettronica, deconstructed club e pop sperimentale, anche influenzato da reggaeton, techno, bubblegum, electro, industrial, elettropop, trap, R&B, musica psichedelica e PC Music. L'album segna un distanziamento dall'opera ambient precedente di Arca per avvicinarsi a melodie pop, ed è stato definito «un album pop anti-pop». Le canzoni giocano infatti su una struttura pop, descritte come «un ponte unico — estensioni di un'evoluzione da un'idea o da una mentalità all'altra». La voce lirica di Arca è rintracciabile in No Queda Nada e Calor. La maggior parte dell'album adopera i testi come «elementi materici, piuttosto che come veicoli di idee o storie», e ricorre frequentemente al rapping. L'album tocca i temi lirici dell'identità di genere e culturale. Il coming out di Arca come donna trans non-binary ha influenzato profondamente l'album e in particolare il singolo Nonbinary. Kick I contiene in prevalenza testi in spagnolo, ricollegandosi alle origini venezuelane di Arca, a differenza dei primi testi della cantante in inglese. Time è caratterizzata da «un elettropop effervescente», che è stato paragonato all'opera della cantante svedese Robyn. Mequetrefe è invece la rivendicazione di un termine spagnolo dispregiativo e si configura come uno «scheletro sfondato di un ritmo reggaetón».

## Ricezione critica
| Recensione           | Giudizio |
| -------------------- | -------- |
| AnyDecentMusic?      | 7.7/10   |
| Metacritic           | 74/100   |
| Exclaim!             | 9/10     |
| The Guardian         |          |
| The Line of Best Fit | 7.5/10   |
| Loud and Quiet       | 9/10     |
| The Observer         |          |
| NME                  |          |
| Paste Magazine       | 8.8/10   |
| Pitchfork            | 7.5/10   |
| Slant Magazine       |          |
| Sputnikmusic         |          |
| Rumore               | 86/100   |
| Tom Hull             | B+       |

Kick I è stato generalmente accolto dalla critica con recensioni positive. Su Metacritic ha raggiunto un punteggio di 74 punti su 100, in base a 16 recensioni professionali. Chal Ravens di Pitchfork ha descritto Kick I come «la musica più accessibile di Arca fino ad oggi» e ha lodato l'accresciuta fiducia della musicista, pur sperando ci fosse più pensiero all'interno dei testi. Liam Inscoe-Jones di The Line of Best Fit ha invece definito l'album divertente ma anticlimatico, con un suono meno fresco di come avrebbe potuto essere anni prima. Kaelen Bell di Exclaim! ha concepito l'album come una «sorella maggiore» di Pop 2 di Charli XCX nella sua unione di pop e musica sperimentale. Tom Hull ha definito l'album «arguto, artistico, arcano» e "abbastanza unico", assegnandogli un B+. Mauro Fenoglio della rivista Rumore elogia l'album e lo definisce come il «testamento di una crisalide, in attesa di diventare regina. Senza l'ambizione di mettere d'accordo tutti».

### Riconoscimenti
| Pubblicazione | Classifica (2020)                             | Posizione |
| ------------- | --------------------------------------------- | --------- |
| Pitchfork     | The 50 Best Albums of 2020                    | 40        |
| Slant         | The Best Albums of 2020 (So Far)              | N/A       |
| Stereogum     | Stereogum's 50 Best Albums of 2020 – Mid-Year | 21        |
| Stereogum     | The 50 Best Albums of 2020                    | 32        |
| Bleep         | Top 10 Albums of the Year 2020                | 1         |

## Tracce
Testi e musiche di Alejandra Ghersi.
1. Nonbinary – 2:19
2. Time – 2:45
3. Mequetrefe – 2:20
4. Riquiquí – 2:39
5. Calor – 3:32
6. Afterwards (feat. Björk) (elementi incorporati da Anoche cuando dormia di Antonio Machado) – 4:02 (musica: Alejandra Ghersi, Björg Garðarsdóttir)
7. Watch (feat. Shygirl) – 2:28 (testo: Shygirl – musica: Alejandra Ghersi)
8. KLK (feat. Rosalía) (prodotto da Alejandra Ghersi e Cardopusher) – 3:47 (testo: Alejandra Ghersi, Rosalía – musica: Alejandra Ghersi, Cardopusher, Carlos Sáez)
9. Rip the Slit – 2:54
10. La Chiqui (feat. SOPHIE) (prodotto da Alejandra Ghersi e SOPHIE) – 2:47 (testo: Alejandra Ghersi, SOPHIE – musica: Alejandra Ghersi, Carlos Sáez)
11. Machote (elementi incorporati da Quiero una chica dei Latin Dreams) – 2:57
12. No Queda Nada – 5:37

Durata totale: 38:07

### Bonus track per il Giappone
1. Mirrors – 7:53

## Formazione
Crediti tratti dalle edizioni LP e streaming dell'album.
Musicisti
- Arca – arrangiamenti, testi, voce
- Björk – performer associata (traccia 6)
- Björg Garðarsdóttir – autrice della musica (traccia 6)
- Jake Miller – ingegnere vocale (traccia 6)
- Shygirl – performer associata, autrice del testo (traccia 7)
- Rosalía Vila Tobella – performer associata, autrice del testo (traccia 8)
- SOPHIE – performer associata, autrice del testo (traccia 10)

Produzione
- Arca – produzione, missaggio
- CardoPusher – produzione (traccia 8)
- SOPHIE – produzione (traccia 10)
- Carlos Sáez – arrangiamenti aggiuntivi (tracce 8, 10)
- Alex Epton – missaggio
- Enyang Urbiks – mastering

Artwork
- Arca – direzione creativa, design, personaggio in copertina
- Carlos Sáez – direzione creativa
- Carlotta Guerrero – direzione creativa
- Julia Foo – live photography
- Alex Raduan – fotografie in bianco e nero
- Roberto Ruiz – artwork photography
- Alfie Allen – design

## Date di pubblicazione
| Nazione     | Data           | Formati                         | Etichetta     |
| ----------- | -------------- | ------------------------------- | ------------- |
| Varie       | 26 giugno 2020 | Streaming · Download digitale   | XL Recordings |
| Regno Unito | 17 luglio 2020 | CD · LP                         | XL Recordings |
| Giappone    | 31 luglio 2020 | CD                              | XL Recordings |
| Varie       | 20 maggio 2022 | CD · LP (copertina alternativa) | XL Recordings |